# 41号美国国道
41号美国国道（英語：U.S. Route 41）是一条南北方向的美国国道。该公路连接了佛罗里达州迈阿密和密歇根州基威諾縣，全长2,000英里。